# Marie-Louise Dräger
Marie-Louise Dräger (ur. 11 kwietnia 1981 w Lubece) – niemiecka wioślarka, pięciokrotna mistrzyni świata, mistrzyni Europy, uczestniczka trzech igrzysk olimpijskich.

## Igrzyska olimpijskie
Na igrzyskach zadebiutowała w 2008 roku w Pekinie. Wzięła udział w dwójce podwójnej wagi lekkiej w parze z Berit Carow. W finale A zajęły czwarte miejsce, tracąc do podium 0,04 sekundy.
Cztery lata później w Londynie wystąpiła w konkurencji jedynek bez granicy wagowej. Finał B zakończyła na przedostatniej, piątej pozycji i ostatecznie została sklasyfikowana na jedenastym miejscu.
Na igrzyskach olimpijskich w 2016 roku w Rio de Janeiro powtórnie wzięła udział w rywalizacji dwójek wagi lekkiej. Tym razem towarzyszyła jej Fini Sturm. W półfinale zajęły piąte miejsce, co dało awans do finału B, który ukończyły na piątej pozycji.

## Osiągnięcia
- Mistrzostwa świata – Lucerna 2001 – jedynka wagi lekkiej – 10. miejsce
- Mistrzostwa świata – Sewilla 2002 – jedynka wagi lekkiej – 7. miejsce
- Mistrzostwa świata – Mediolan 2003 – dwójka podwójna wagi lekkiej – 1. miejsce
- Mistrzostwa świata – Gifu 2005 – dwójka podwójna wagi lekkiej – 1. miejsce
- Mistrzostwa świata – Eton 2006 – dwójka podwójna wagi lekkiej – 10. miejsce
- Mistrzostwa świata – Monachium 2007 – dwójka podwójna wagi lekkiej – 3. miejsce
- Igrzyska olimpijskie – Pekin 2008 – dwójka podwójna wagi lekkiej – 4. miejsce
- Mistrzostwa świata – Poznań 2009 – dwójka podwójna wagi lekkiej – 4. miejsce
- Mistrzostwa Europy – Montemor-o-Velho 2010 – jedynka wagi lekkiej – 1. miejsce
- Mistrzostwa świata – Karapiro 2010 – jedynka wagi lekkiej – 1. miejsce
- Mistrzostwa świata – Karapiro 2010 – czwórka podwójna wagi lekkiej – 1. miejsce
- Mistrzostwa świata – Bled 2011 – dwójka podwójna wagi lekkiej – 11. miejsce
- Igrzyska olimpijskie – Londyn 2012 – jedynka – 11. miejsce
- Mistrzostwa Europy – Poznań 2015 – dwójka podwójna wagi lekkiej – 2. miejsce
- Mistrzostwa świata – Lac d’Aiguebelette 2015 – dwójka podwójna wagi lekkiej – 6. miejsce
- Mistrzostwa Europy – Brandenburg 2016 – dwójka podwójna wagi lekkiej – 2. miejsce
- Igrzyska olimpijskie – Rio de Janeiro 2016 – dwójka podwójna wagi lekkiej – 11. miejsce
- Mistrzostwa Europy – Glasgow 2018 – jedynka wagi lekkiej – 6. miejsce
- Mistrzostwa świata – Płowdiw 2018 – jedynka wagi lekkiej – 9. miejsce
- Mistrzostwa Europy – Lucerna 2019 – dwójka podwójna wagi lekkiej – 9. miejsce
- Mistrzostwa świata – Ottensheim 2019 – jedynka wagi lekkiej – 1. miejsce